# Friedrich Wilhelm Dustmann
Friedrich Wilhelm Dustmann (* 17. Februar 1901 in Bardüttingdorf, Deutsches Reich; † 17. Dezember 1997 in Grünwald bei München) war ein deutscher Tontechniker beim Film.

## Leben und Wirken
Dustmann erhielt eine polytechnische Fachausbildung und war in den 1920er Jahren in der Forschungsabteilung der AEG angestellt. Mit Aufkommen des Tonfilms in Deutschland 1928/29 begann er sofort an der Seite des Tonpioniers Guido Bagier für die Produktionsfirma Tobis-Industrie GmbH als Tontechniker zu arbeiten. Im darauf folgenden Jahrzehnt war Dustmann sowohl für Münchner als auch für Berliner Filmfirmen tätig, pausierte aber ab 1938 für gut ein Jahrzehnt. 
Nach dem Krieg blieb er auf dem Geiselgasteig-Gelände bei München ansässig und arbeitete bevorzugt für bayerische Produktionsfirmen wie die Bavaria. Zu dieser Zeit war Dustmann auch Erster Vorsitzender der deutschen Filmtonmeister-Vereinigung e. V. 1963 zog sich Friedrich Wilhelm Dustmann aus der Tontechniker-Tätigkeit zurück, zwei Jahrzehnte darauf erhielt er für sein langjähriges, erfolgreiches Wirken für den deutschen Film den Ehrenpreis des Deutschen Filmpreises.

## Filmografie
- 1929: Ein kleiner Tonfilm-Bummel durch Berlin (Kurzdokumentarfilm)
- 1929: Kommt ein Vogel geflogen (Kurzfilm)
- 1930: Zweierlei Moral
- 1932: Peter Voß, der Millionendieb
- 1932: Die verkaufte Braut
- 1933: Die blonde Christl
- 1933: Der Meisterdetektiv
- 1933: Der sündige Hof
- 1933: S.A. Mann Brand
- 1933: Fräulein Hoffmanns Erzählungen
- 1933: Der Tunnel
- 1934: Klein Dorrit
- 1934: Das Erbe in Pretoria
- 1934: Im Schallplattenladen (Kurzfilm)
- 1934: Der verhexte Scheinwerfer (Kurzfilm)
- 1935: Das Stahltier
- 1935: Im Weißen Rößl
- 1935: Ein ganzer Kerl
- 1935: Henker, Frauen und Soldaten
- 1935: Der Kampf mit dem Drachen
- 1936: Die Jugendsünde
- 1936: Diener lassen bitten
- 1936: Fiakerlied
- 1937: Der Katzensteg
- 1938: Fahrendes Volk
- 1949: Gesucht wird Majora
- 1949: Madonna in Ketten
- 1949: Hochzeit mit Erika
- 1950: Der Theodor im Fußballtor
- 1950: Der fallende Stern
- 1950: Czardas der Herzen
- 1951: Dr. Holl
- 1951: Der letzte Schuß
- 1951: Die Martinsklause
- 1952: Die große Versuchung
- 1952: Das Dorf unterm Himmel
- 1953: Heimlich, still und leise
- 1953: Man nennt es Liebe
- 1954: Schule für Eheglück
- 1954: Sauerbruch – Das war mein Leben
- 1954: Das sündige Dorf
- 1954: Der Zigeunerbaron
- 1954: Gitarren der Liebe
- 1954: Das Bekenntnis der Ina Kahr
- 1955: Geliebte Feindin
- 1955: Der Frontgockel
- 1955: Rosen im Herbst
- 1955: San Salvatore
- 1956: Zwei Bayern in St. Pauli
- 1956: Manöverball
- 1956: Der Meineidbauer
- 1957: Ein Stück vom Himmel
- 1957: Die Zwillinge vom Zillertal
- 1958: Liebe kann wie Gift sein
- 1958: Madeleine Tel. 13 62 11
- 1958: Helden
- 1960: Panzer nach vorn (Armored Command)
- 1962: Wenn die Musik spielt am Wörthersee
- 1963: Zwei Whisky und ein Sofa